# Negueba (calciatore 1992)
Negueba, pseudonimo di Guilherme Ferreira Pinto (Rio de Janeiro, 7 aprile 1992), è un calciatore brasiliano, attaccante del Lamphun Warrior.

## Caratteristiche tecniche
Giocatore molto veloce, è dotato di abilità tecnica ed è bravo nei cross e nel dribbling.

## Carriera

### Club
Ha esordito con il Flamengo nel 2010.

### Nazionale
Nel 2011 viene convocato dalla nazionale Under-20 brasiliana per prendere parte al campionato mondiale.

## Palmarès

### Club

#### Competizioni statali
- Campionato Carioca: 1

Flamengo: 2011

### Nazionale
- Campionato mondiale Under-20: 1

2011